# Peter Abbay
Peter Abbay   (Brooklyn, 3 de maig de 1966) nascut Peter Martin Jewitt, és un actor estatunidenc que ha aparegut en algunes sèries de TV, com House, Punk'd, i Another World. El 2006, coprotagonitzà la pel·lícula independent Manhattan Minute.

## Filmografia

### Cinema
| Any  | Pel·lícula         | Paper                  | Notes                                |
| ---- | ------------------ | ---------------------- | ------------------------------------ |
| 1981 | Ms .45             | Mr. Death              | Títol alternatiu: Angel of Vengeance |
| 2006 | Manhattan Minutiae | RC                     |                                      |
| 2006 | Last Stop for Paul | Mr. Konkal             |                                      |
| 2006 | Truth Be Told      | Director de Càsting #5 | Curt                                 |

### Televisió
| Any       | Títol            | Paper           | Notes      |
| --------- | ---------------- | --------------- | ---------- |
| 1996-1999 | Another World    | Logan           | 4 episodis |
| 2005      | My Crazy Life    | Capità Jack     | 1 episodi  |
| 2005      | House            | Taxista         | 1 episodi  |
| 2006      | Help Me Help You | The Choking Man | 1 episodi  |